# Округ Кливланд (Оклахома)
Округ Кливланд (енгл. Cleveland County) је округ у америчкој савезној држави Оклахома.

## Демографија
По попису из 2010. године број становника је 255.755, што је 47.739 (22,9%) становника више него 2000. године.
| Група             | 2000.           | 2010.           |
| Белци             | 169.533 (81,5%) | 193.549 (75,7%) |
| Афроамериканци    | 7.403 (3,6%)    | 10.848 (4,2%)   |
| Азијати           | 5.913 (2,8%)    | 9.698 (3,8%)    |
| Хиспаноамериканци | 8.396 (4,0%)    | 17.892 (7,0%)   |
| Укупно            | 208.016         | 255.755         |